# 蛋白質交互作用

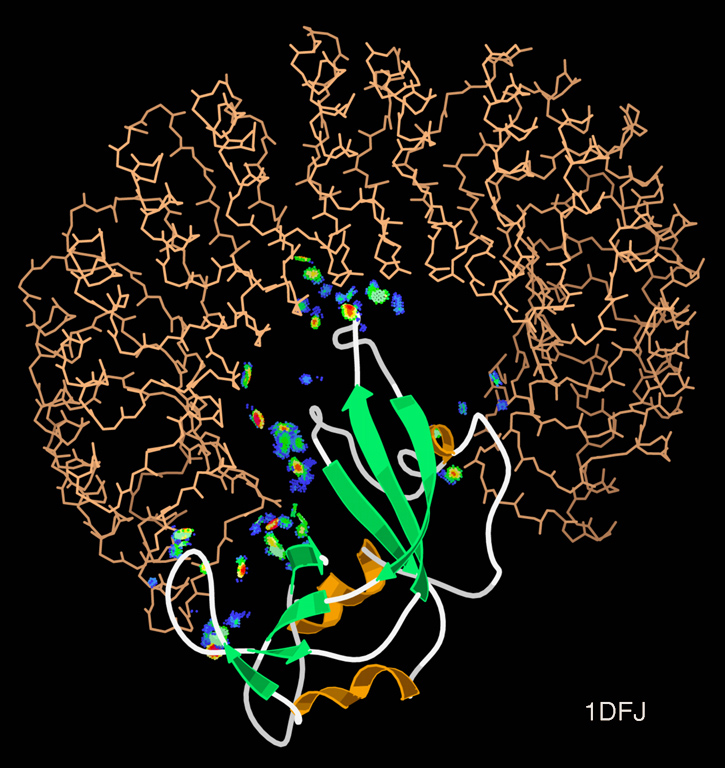
核糖核酸酶抑制劑（馬蹄形）與核糖核酸酶蛋白的交互作用。其彼此間的連結經軟體著色。

蛋白質交互作用（英語：Protein–protein interactions，縮寫：PPIs）是指兩種或以上的蛋白質結合的過程，通常旨在執行其生化功能。在細胞中，大量蛋白質元件組成分子機器，透過蛋白質交互作用執行細胞內多數重要的分子過程，如DNA複製。
蛋白質交互作用在絕大多數生化功能中扮演極重要的角色。例如，信號分子經由蛋白質交互作用，將細胞外部的信號傳入內部。這個過程稱為訊息傳遞，是許多生化功能的基礎，也與許多疾病有關，包括癌症。蛋白質亦可透過長時間的交互作用，形成部分的蛋白質複合體，負責攜帶另一個蛋白質，例如從細胞質至細胞核，或反之，如核孔核轉運蛋白的情形；或藉由短暫的交互作用修飾另一個蛋白質，例如負責將磷酸鹽轉移到目標蛋白上的蛋白激酶。蛋白質經修飾後也可能改變其蛋白質交互作用，例如有些SH2結構域的蛋白質只與其他被胺基酸酪胺酸磷酸化的蛋白質結合，布罗莫结构域則專門辨別乙醯離胺酸。
蛋白質交互作用廣泛參與了生物化學、量子化學、分子動力學、訊息傳遞等代謝或遺傳學／表觀遺傳學圖論。事實上，它是所有活體細胞中整個交互作用組學系統的核心。近來，蛋白質交互作用也被應用於奈米生物科技的研究領域。
蛋白質交互作用主宰了活體細胞內幾乎所有的生化反應。透過研究這些交互作用，人們可以更深入了解疾病，進而成為新治療方法的基礎。

## 延伸閱讀
1. De Las Rivas J, Fontanillo C. Lewitter, Fran , 编. . PLoS Comput Biol. 2010, 6 (6): e1000807. PMC 2891586 . PMID 20589078. doi:10.1371/journal.pcbi.1000807 （英语）.
2. Phizicky EM, Fields S. . Microbiol. Rev. 1995: 94–123. PMC 239356 . PMID 7708014 （英语）.

## 外部連結
- 中的“Proteins and Enzymes”（英文）
- Biological General Repository for Interaction Datasets (BioGRID)- http://nar.oxfordjournals.org/content/34/suppl_1/D535.full （页面存档备份，存于）
- Human Portein Reference Database (HPRD)- http://www.ncbi.nlm.nih.gov/pubmed/14681466 （页面存档备份，存于）
- IntAct Molecular Interaction Database - http://nar.oxfordjournals.org/content/32/suppl_1/D452.abstract （页面存档备份，存于）
- Molecular Interactions Database (MINT) - http://www.ncbi.nlm.nih.gov/pubmed/17135203 （页面存档备份，存于）
- MIPS Protein Interaction Resource on Yeast (MIPS-MPact) - http://www.ncbi.nlm.nih.gov/pubmed/16381906 （页面存档备份，存于）
- MIPS Mammalian Protein-Protein Interaction Database (MIPS-MPPI) - http://www.ncbi.nlm.nih.gov/pubmed/15531608 （页面存档备份，存于）
- Library of Modulators of Protein-Protein Interactions (PPI) - http://www.chemdiv.com/portfolio/library-of-modulator-of-protein-protein-interactions-ppi/ （页面存档备份，存于）
- Casado-Vela J, Matthiesen R, Sellés S, Naranjo, JR Protein-Protein Interactions: Gene Acronym Redundancies and Current Limitations Precluding Automated Data Integration （页面存档备份，存于） Proteomes 2013, 1(1), 3-24.